# Prat de Cabanes-Torreblanca
El prat de Cabanes-Torreblanca és una estreta franja d'aiguamolls i pantans formada per dipòsits quaternaris. Aquest espai natural està situat a la plana d'Orpesa-Torreblanca i s'estén pels termes municipals de Torreblanca i Cabanes, a la comarca de la Plana Alta, i està limitat pels rius Sant Miquel i Xinxilla.
En un primer moment, fou declarat paratge natural l'any 1988, però amb el decret de 1994 passà a ser considerat parc natural, i no és fins al 2003 quan es redactarà el seu Pla d'Ordenació de Recursos Naturals (PORN).

## Descripció morfològica

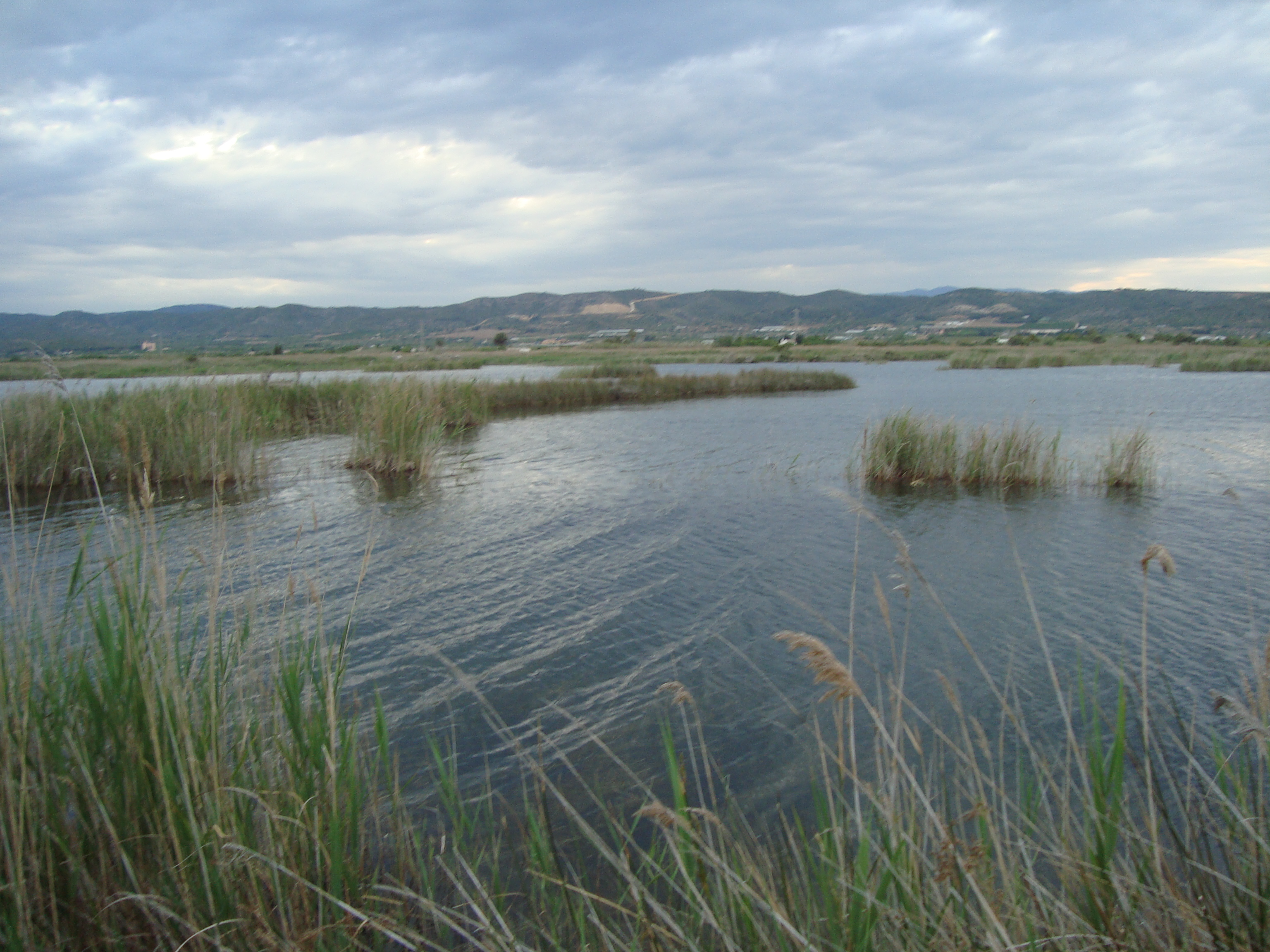
Basses de la Turba, Prat de Torreblanca

El paisatge característic del prat és el propi d'una zona humida litoral, separada del mar per un cordó de graves i còdols amb algunes zones de platja arenosa. Es tracta d'una antiga albufera tancada per un cordó litoral de graves i còdols, reblerta per sediments de caràcter al·luvial (acumulacions de còdols calcaris amb potents intercalacions argiloses) procedents dels relleus circumdants.
Com qualsevol altra zona humida, es caracteritza per la presència d'una làmina d'aigua, permanent en alguns llocs i estacional en d'altres. Aquest factor resulta essencial per a la conservació a llarg termini. La inundació periòdica de determinades zones és causada per les característiques de la mateixa marjal, ja que en ser una zona deprimida, el nivell freàtic pot aplegar fins a la superfície. Altres aportacions d'aigua, d'escassa importància, es produeixen sols a conseqüència de precipitacions extraordinàries. No hi existeix cap flux fluvial de règim continu. La presència de brolladors d'aigua contribueix a mantindre alguns llocs, molt localitzats, permanentment inundats.

## Formació natural
Es tracta d'una cubeta tectònica oberta a la mar, subsident des del Miocè i reblerta per sediments del Terciari i Quaternari, aportats pels rius Sant Miquel i Xinxilla, i pels barrancs del Toll i la Rabossa, Manyes i la font del Campillo.
Aquesta marjal es troba en la zona oriental fallada de la península i al centre té una zona més elevada (horts). Aquestes falles es van reactivar al Quaternari i es van convertint en conques sedimentàries que rebien les aportacions dels rius del voltant. Durant la transgressió flandriana (fa uns 6.000 anys), tots els materials dels rius i l'actuació de la deriva i les ones marines formen una barra que delimita una albufera.
L'antigament anomenat prat d'Albalat dels Ànecs era una albufera comunicada amb la mar, però la formació d'aquest cordó de graves i cants, entre els segles xvii i xviii, va fer començar el procés natural de rebliment, que li confereixen les característiques de zona humida actual. L'actual restinga tindrà aproximadament l'edat d'uns 2.000 anys, ja que va ser una calçada romana, que es va enfonsari que va permetre que la mar entrara a la zona de marjal.

## Activitat humana

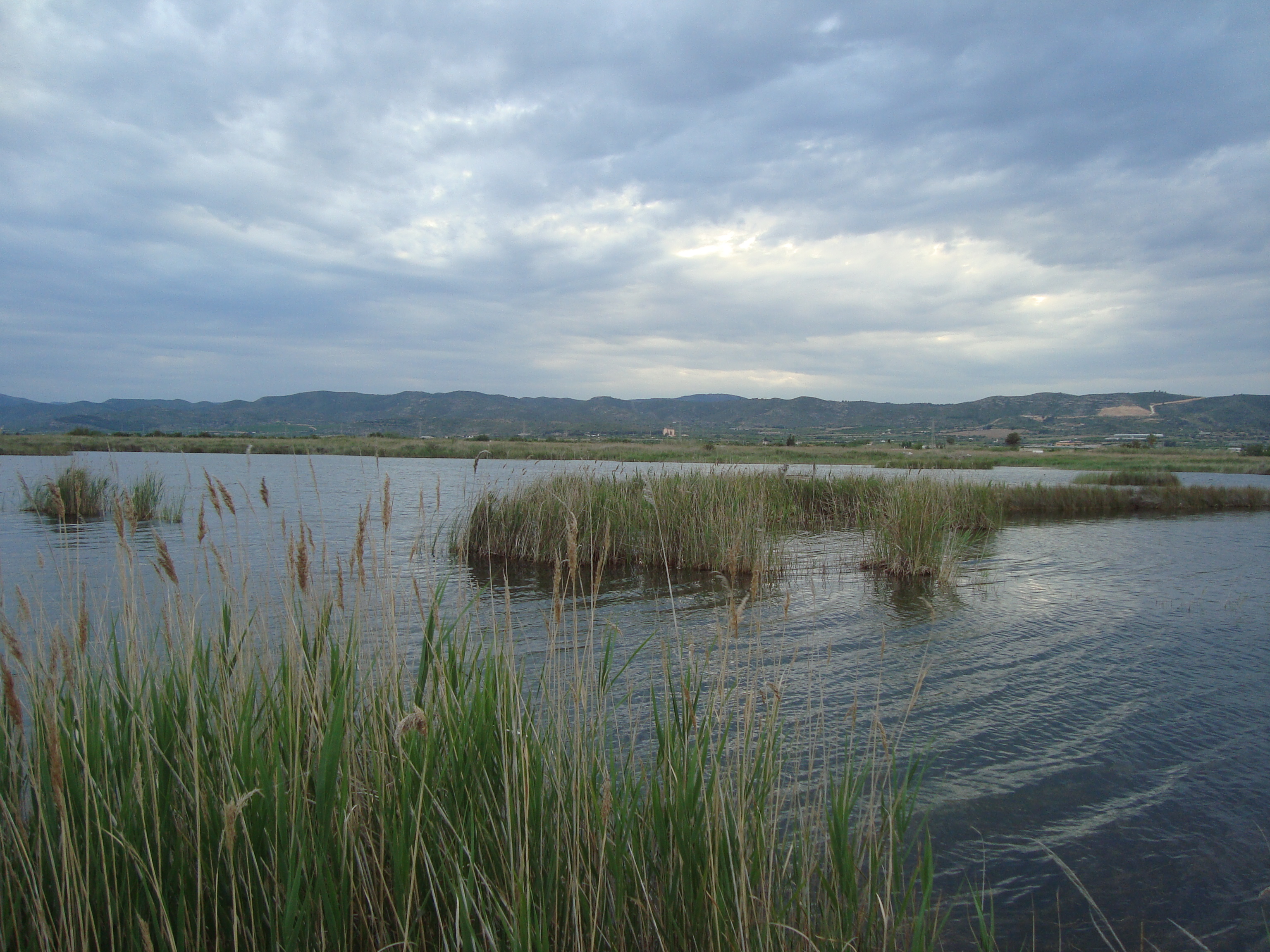
Clots del camí de la Turba

Durant tot el temps d'evolució de l'albufera, hi havia ramaderia i agricultura. Ací acaba una gran ruta pecuària que ve de les terres d'Aragó i Castella, per les quals arriben pastors transhumants amb els reus ramats. Per la zona, hi passa una important xarxa de rec que desemboca a la mar, com la séquia mare, que aporta l'aigua per als conreus.
L'activitat que més importància ha tingut en l'evolució de l'ecosistema és l'extracció de torba que va començar a mitjan segle xix, quan l'enginyer Josep Soriano va fer un estudi del jaciment. Els resultats d'aquest estudi van ser favorables i es va sol·licitar la primera concessió per a traure'n la turba. Quasi un segle després, les extraccions continuaven sent escasses, ja que la turba sols s'utilitzava com a fertilitzant per als cultius de la zona. Fou a la fi de la dècada dels cinquanta quan començà l'explotació industrial del jaciment. En l'actualitat, més de 60 ha de marjal han estat transformades com a conseqüència d'aquesta activitat.
També hi ha altres vestigis humans d'importància històrica, com són les antigues torres de vigilància i defensa costanera de torre de la Sal, Torrenostra i del Capicorb.

## Fauna

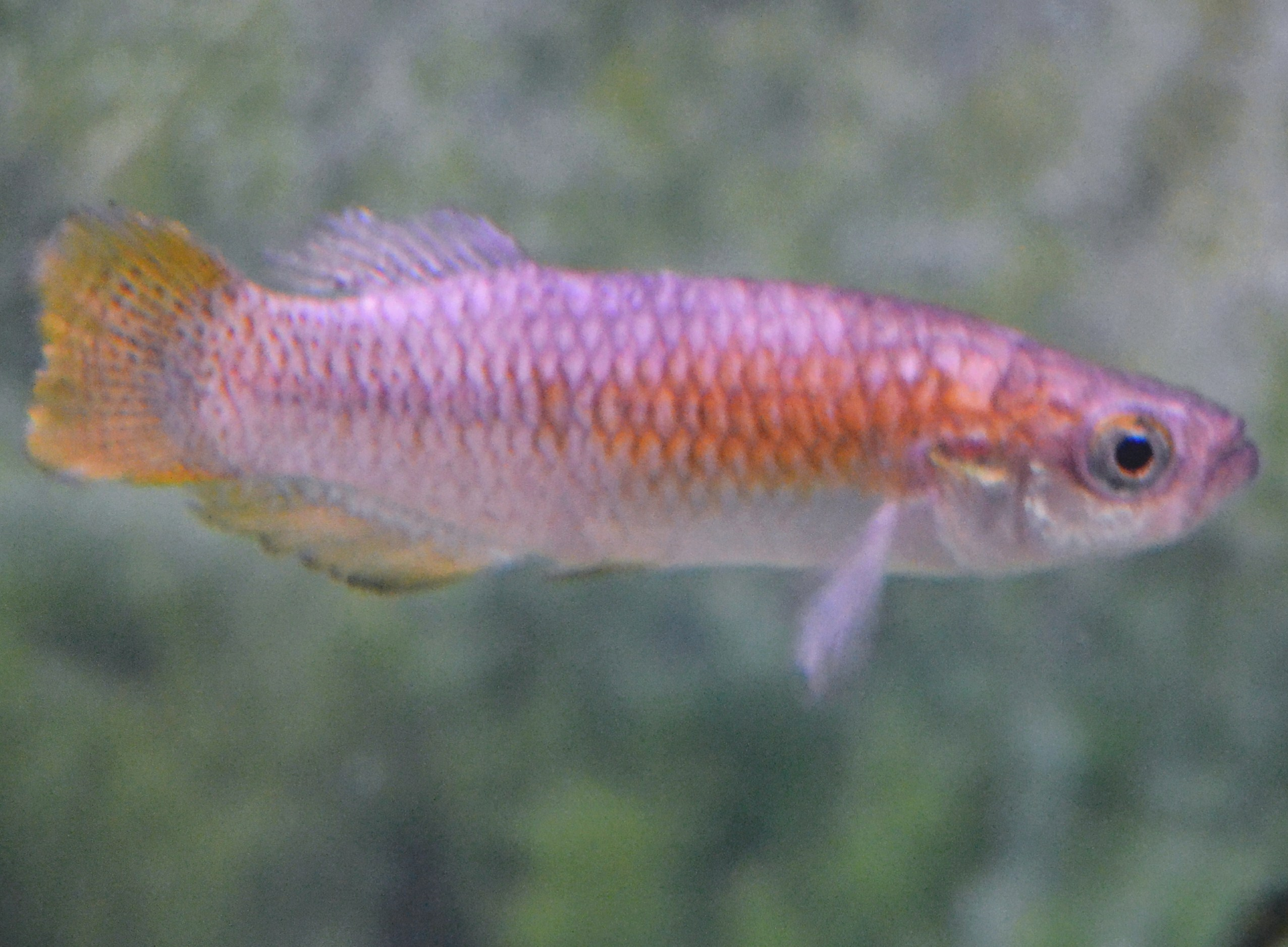
Samaruc

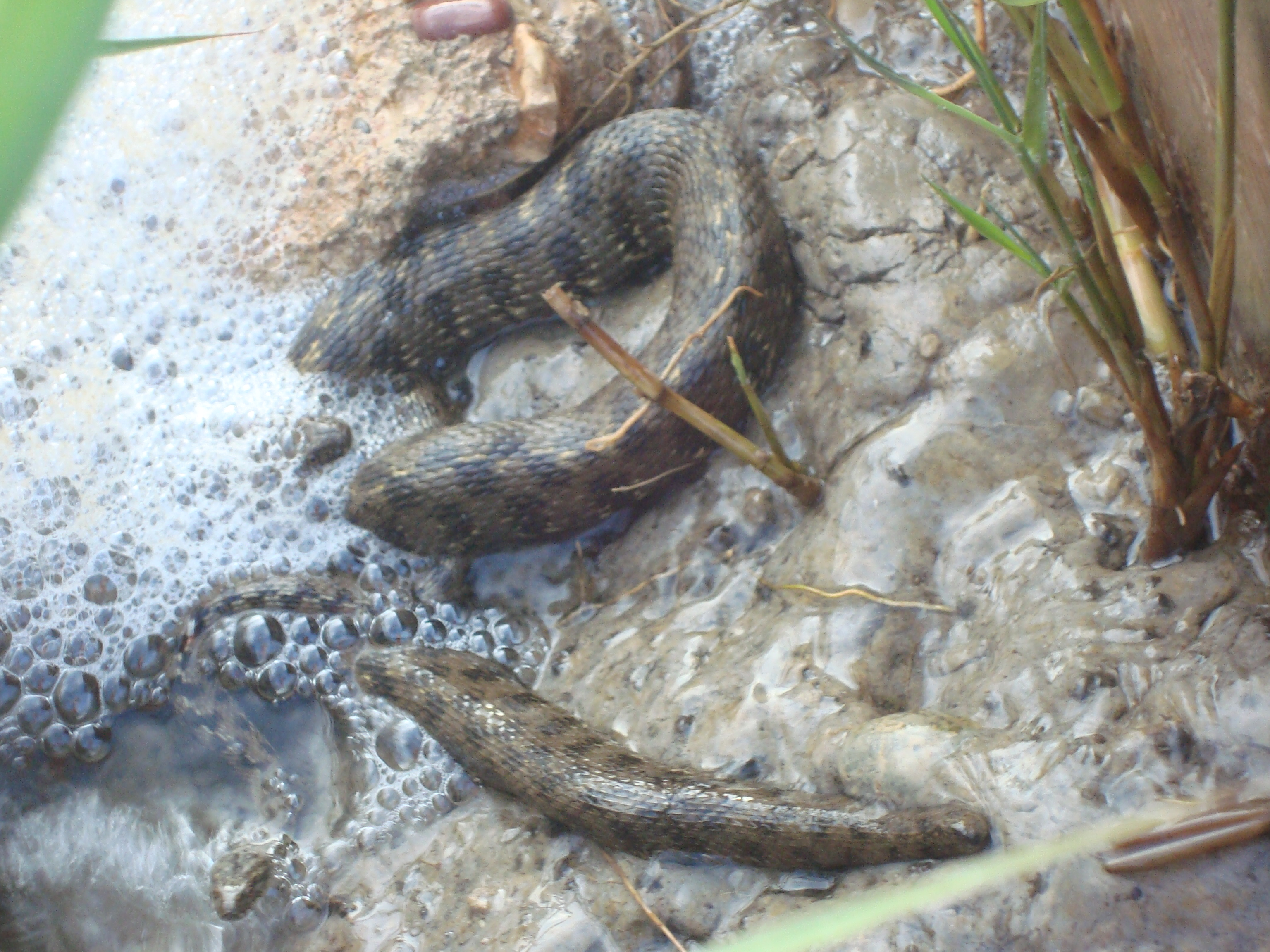
Serp d'aigua

La fauna del parc natural té gran importància, ja que es poden trobar espècies endèmiques com la gambeta, el fartet o el samaruc, considerat per la Unió Internacional per a la Conservació de la Natura (UICN) com una de les 24 espècies de vertebrats en major perill d'extinció d'Europa. Les aus són el grup faunístic millor representat al prat. Entre l'avifauna nidificant hi destaca la colònia més important del País Valencià d'una escassa i amenaçada espècie com la carregada. De gran interès és també l'arpellot cendrós, la cigala mostatxuda,
que hi presenta una de les majors poblacions ibèriques, la camallonga, el gomet, la mongeta, els cabuts, el sivert o a fotja.
Entre les aus hivernants, podem destacar la presència habitual de la corba marina grossa, l'arpellot de marjal, l'aligot comú, el blauet o el teixidor. Esta relació es completa amb les aus que visiten el prat durant els viatges migratoris, com el roncadell, l'àguila pescadora, el fusell de mar o el còlbit gris, entre d'altres. Poques són les espècies de mamífers presents al prat, on destaquen les poblacions de rata d'aigua, conill i mostela.

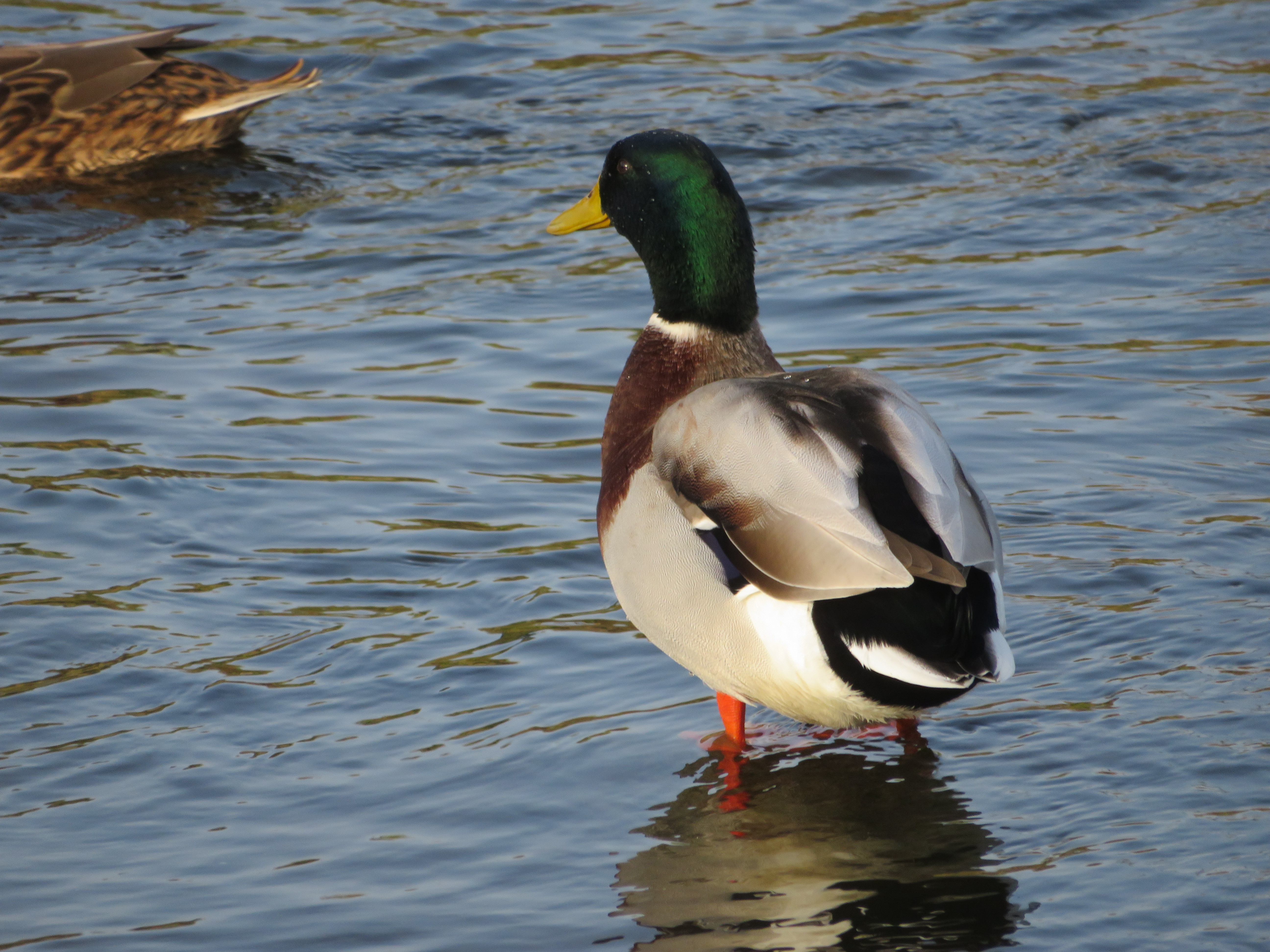
Anade real. Anas platyrhynchos. Pato "Coll-vert" mascle

Altres espècies ben representades al parc són la tortuga d'aigua europea i la serp d'aigua, entre els rèptils, i el gripau comú, entre els amfibis.

## Flora

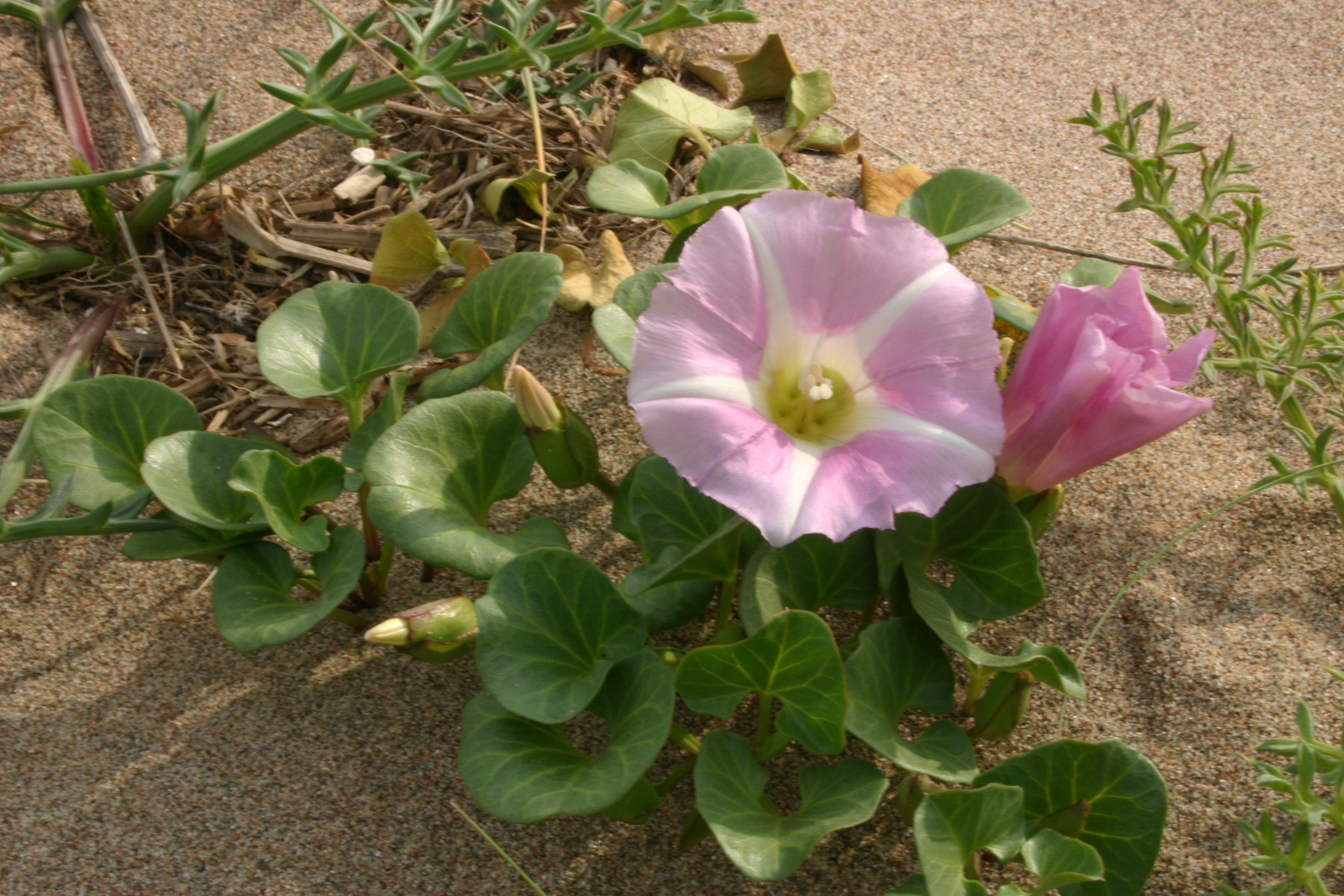
Campaneta de mar, espècie característica de les dunes

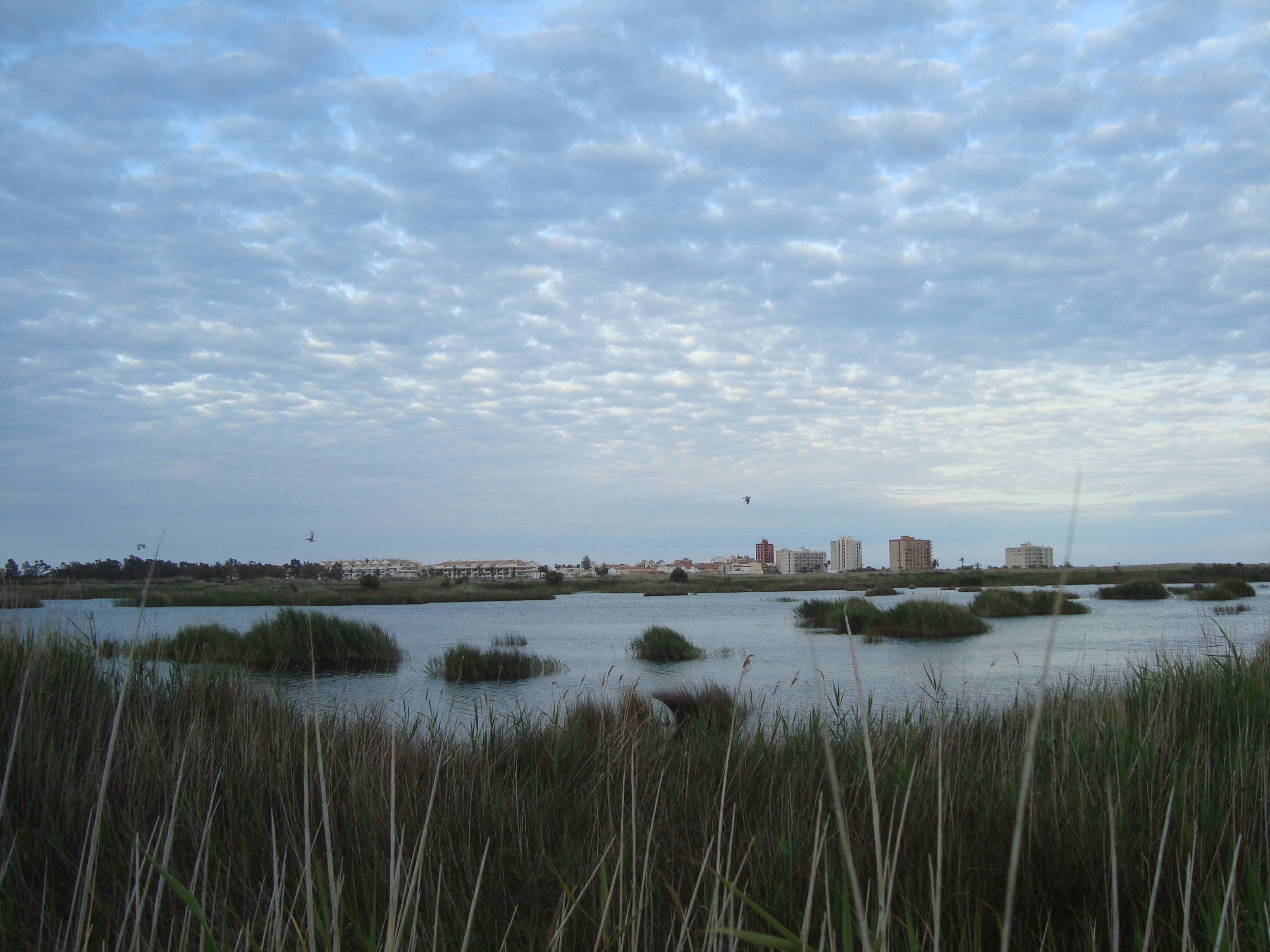
Parc Natural del Prat (Torreblanca, Castelló)

Al parc, hi ha fonamentalment tres grups de comunitats vegetals: les dels saladars, les pròpies del cordó litoral i les aquàtiques i palustres.
Les comunitats dels saladars estan compostes per plantes que desenvolupen diferents estratègies per acumular o excretar l'excés de sals. Estes formacions, que ocupen els sòls fortament salins i estacionalment entollats per aigües salobres, estan representades al prat per espècies com les ensopegueres o soses i els joncs.
Les comunitats vegetals aquàtiques són constituïdes per diferents formacions de plantes. En primer lloc, tenim la vegetació flotant, amb la
llentia d'aigua com a espècie més representativa. La comunitat d'herbassars subaquàtics d'aigües dolces i poc profundes, amb espècies com les Potamogeton nodosus, Pectinatus, P. natans i Ceratophyllum submersum, destaca entre les formacions de plantes aquàtiques que arrelen
en el fons.

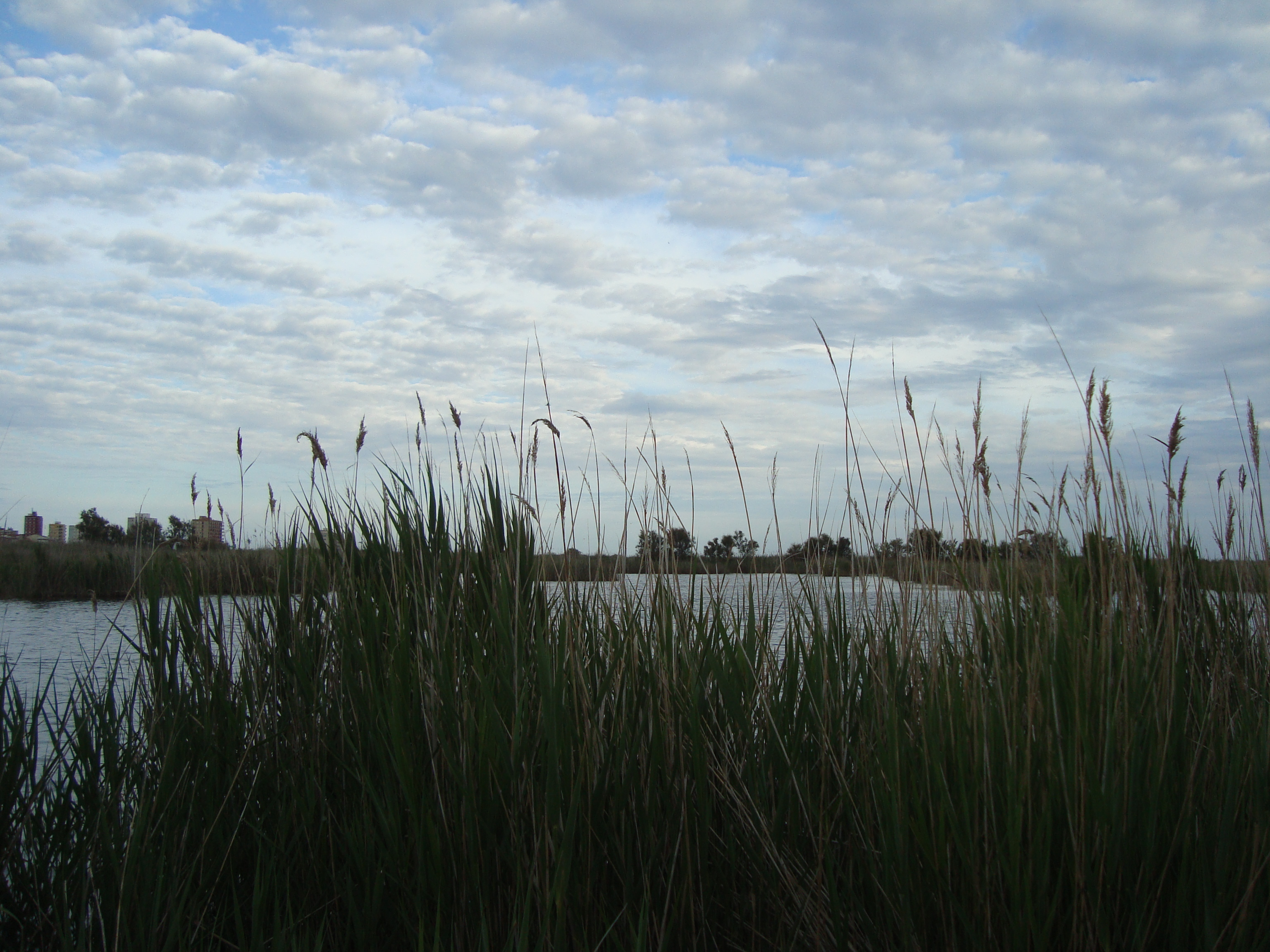
Humedal del prat de Torreblanca

La vegetació palustre és conformada en aquest enclavament natural per plantes semiaquàtiques que tenen l'arrel i la base de la tija submergits. Dins d'aquest tipus de plantes destaquen les formacions de senillar, compost per espècies com el senill, la boga i el jonc de llacuna.
Les comunitats pròpies del cordó dunar estan formades per plantes que creixen sobre l'arena, entre les quals cap destacar l'alfals marítim, el rave marí, la campaneta de mar o la blanquinosa. En les zones costaneres cobertes de còdols podem trobar-nos la rosella marina o el fenoll marí.
També tenen interès els mansegars, que ocupen els mateixos ecotops que els senillars, i estan representats, entre d'altres, per espècies com la mansega. El visitant pot trobar altres espècies de vegetació palustre com el jonc, el donzell marí o el plantatge de la sorra. Finalment, es troboen al prat espècies de flora amb una distribució molt localitzada al País Valencià, com el càdec de mar, l'aristolòquia de flor groga, l'ensopeguera fina o, fins i tot, endemismes exclusivament valencians com la ruda de marjal.